# Budeč (okres Jindřichův Hradec)
Budeč (německy Butsch) je vesnice v okrese Jindřichův Hradec v Jihočeském kraji. Žije zde 224 obyvatel. Obec leží 10,5 km východně od Dačic. Součástí obce je osada Borová.

## Poloha
Obec leží v údolí Želetavky, v severním výběžku Jernnické kotliny. Katastr obce zaujímá výsek této sníženiny od strmých svahů údolí Želetavky, přes mírně ukloněný povrch až k východnímu úpatí hřbetu Slatinských kopců, v úrovni výšek od 490 do 500 m n. m. Povrch plošin hojně pokrývají svahové a sprašové hlíny. Osada Borová leží v jižní části Brtnické vrchoviny, nad 40 m vysokým svahem údolí Želetavky, který tvoří hranici obou jednotek.

## Geografie

### Vodstvo
Kolem roku 2015 kvůli suchu v obci vyschl a téměř zanikl 14hektarový Budečský rybník, jehož hráz byla nedlouho předtím přebudována. Příčinou bylo sucho, ale vleklé shánění financí na jeho odbahnění. Rybník, který patří Moravskému rybářskému svazu, byl největším rybníkem na řece Želetavce. Řeka se však v rybníku ztrácela, neboť se rozlévala jen do vyschlého bahna. Někteří lidé v důsledku přišli o vodu ve studnách. Rybářský svaz neúspěšně žádal o dotaci na odbahnění Ministerstvo zemědělství. I přes větší možnost úspěšnosti však odmítli požádat Ministerstvo životního prostředí, neboť svaz chce rybník využívat k intenzivnímu chovu ryb.

## Historie
První písemná zmínka o obci pochází z roku 1251, kdy se uvádí v pramenech Bernhart a Oldřich z Budče. Majitelé Budče se během staletí velmi střídali, až v roce 1662 koupil Budeč loucký klášter. Klášter nechal úplně přestavět jižní křídlo zdejšího zámku. Po zrušení kláštera roku 1784 koupil Budeč v roce 1789 ve veřejné dražbě hrabě Josef Wallis, známý svojí účastí na státním bankrotu roku 1811. Protože však Wallisové měli výstavnější zámky v Moravských Budějovicích a Budíškovicích, zámek v Budči byl používán pro hospodářské účely. V téže době se dostaly do vlastnictví Wallisů také statky Knínice s Osoudovem a Radkovicemi. V rodině Wallisů zůstal statek až do pozemkové reformy 1923–1926, kdy jeho majitelce Anně Marii Schaffgotschové byl majetek částečně zabrán a částečně propuštěn ze záboru. 

### 20. století
Ve 2. polovině 19. a v 1. polovině 20. století se většina obyvatelstva obce živila zemědělstvím. V roce 1900 v obci bylo ředitelství velkostatku rodu Wallisů. K velkostatku patřila cihelna a lihovar, c. k. poštovní úřad a četnická stanice. V roce 1924 byl založen záložní spolek pro Budeč a okolí.
V letech 1923-1926 proběhla na velkostatku Budeč – Budíškovice A. M. Schaffgotschové pozemková reforma. Lihovar byl združstevněn pronájmem. Obec byla elektrifikována připojením na síť ZME Brno roku 1931.
V roce 1945 byl statek Budeč zkonfiskován. V roce 1953 bylo založeno JZD, které bylo roku 1975 sloučeno do JZD 1. máj Budíškovice. 
V roce 1976 byla Budeš sloučena s obcí Horní Slatina. V roce 1989 byla Budeč krátce sloučena s obcí Budíškovice, ale od roku 1990 má opět samostatný obecní úřad. Od roku 2003 spadá pod pověřený Městský úřad v Dačicích v samosprávném Jihočeském kraji.

### 21. století
V sobotu 11. května 2019 v obci shořel kulturní dům, který je kulturní památkou. Škoda byla vyčíslena na deset milionů korun. V témže roce se obec potýkala také s kůrovcou kalamitou, která postihla les o rozloze asi 70 hektarů. Dvě třetiny lesa zanikly. Zbyly jen listnaté stromy a část borovic.

## Obecní správa

### Části obce
Obec Budeč se skládá ze dvou částí, které leží v katastrálním území Budeč.
- Budeč
- Borová

### Územněsprávní začlenění
- 1949 Znojemský kraj
- 1945 okresní národní výbor Dačice, okres Dačice
- 1949 Jihlavský kraj, okres Dačice
- 1960 Jihočeský kraj, okres Jindřichův Hradec
- 1960 Jihočeský kraj, MěÚ Dačice

## Demografie
Podle lánového rejstříku před třicetiletou válkou bylo ve vsi 27 usedlostí, z toho zůstalo za války osazeno 20 a 7 zpustlo. Na katastru vsi byl vrchnostenský dvůr. V roce 1843 bylo v Budči 546 obyvatel, z toho 276 mužů a 270 žen v 68 domech a 128 domácnostech. Z nich se 104 živilo zemědělstvím, 16 živnostmi, 3 obojím, jiným zaměstnáním 5. Desátky byly odváděny panství Budeč. Z Budče se jezdilo na sobotní týdenní trhy do Dačic. V roce 1850 měla 527 obyvatel.

## Školství
Počátky školy v Budči se vážou k roku 1660, kdy majitel budečského statku rytíř Jiří Matyášovský z Matyášovic, který daroval pro školu pozemek. Škola v roce 1771 vyhořela a působila v náhradních prostorách bytu zahradníka a učilo se také ve zdejším zámku. Do Budče byly přiškoleny obce Knínice a Radkovice. Počátkem 20. století měla zdejší škola tři třídy. V roce 1953 zde byla zřízena osmiletá střední škola, přeměněná roku 1960 na základní devítiletou školu, která je nyní redukována na 1. až 5. ročník.

## Hospodářství
V obci je v provozu lihovar.

## Pamětihodnosti

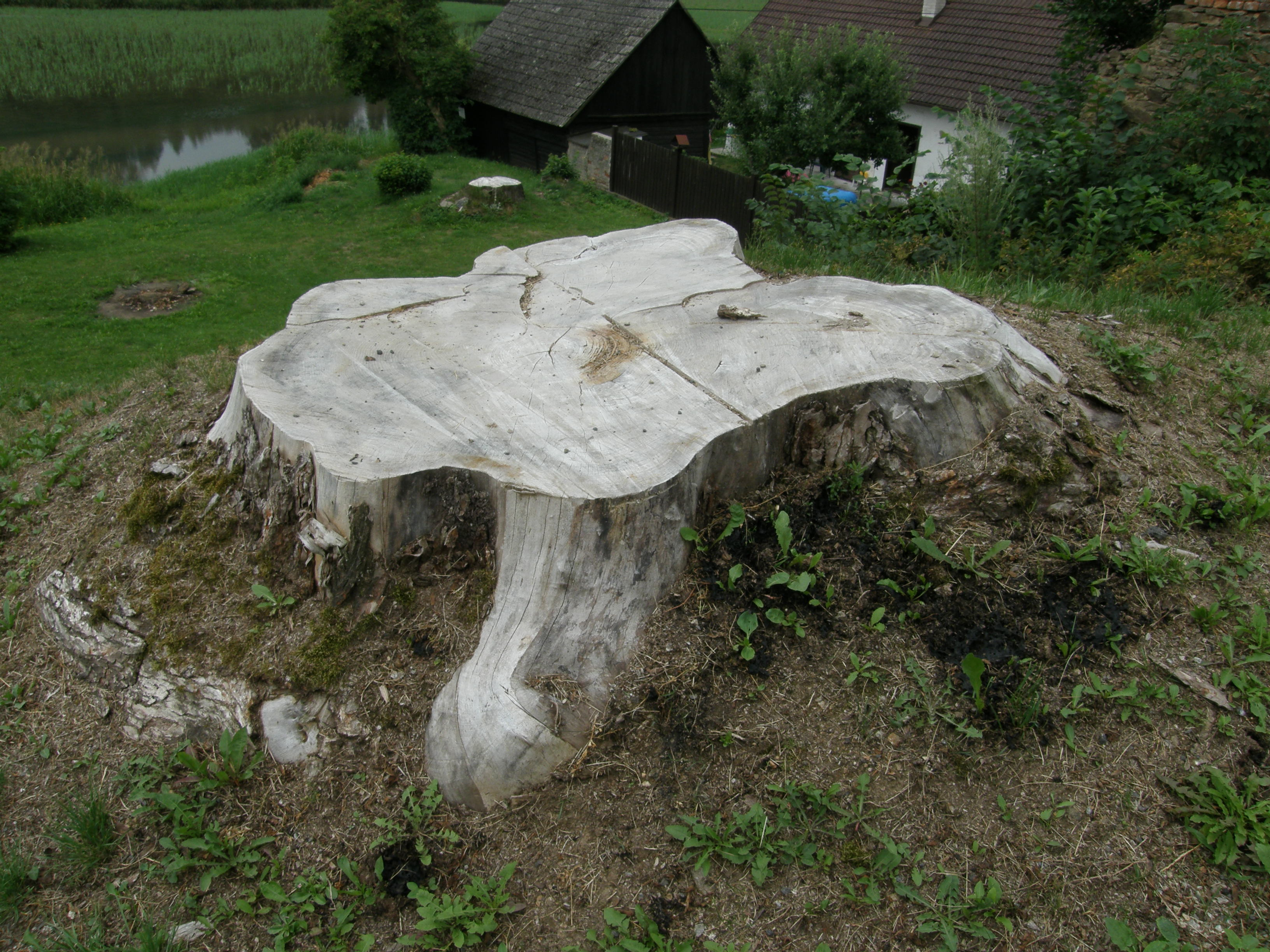
Pařez jednoho z památných jilmů

- Kostel Zvěstování Panny Marie – gotický jednolodní kostel ze 14. století, původně opevněný s lodí po požáru roku 1771 barokně přestavěnou a zaklenutou
- Zámek Budeč – raně barokní z druhé poloviny 17. století s kaplí, s pozůstatky tvrze pánů z Thürnau, doložené roku 1520. Počátkem 19. století klasicistní úpravy. 11. května 2019 postihl požár 15 metrů široké a 100 metrů dlouhé jihovýchodní křídlo zámku, které sloužilo jako víceúčelová budova: kulturní dům s tělocvičnou pro děti ze základní školy a hasičská zbrojnice.[9] Obec vyhlásila sbírku na obnovu budovy.[7]
- Socha Jana Nepomuckého z roku 1727 – před kostelem obklopena balustrádou
- U silnice do Jemnice barokní kaplička z roku 1722
- Fara čp. 33, přiléhající k zámku, datována do 17. století
- V místní části Borová kaplička z roku 1877
- Pomník padlým v první světové válce z roku 1922

## Galerie

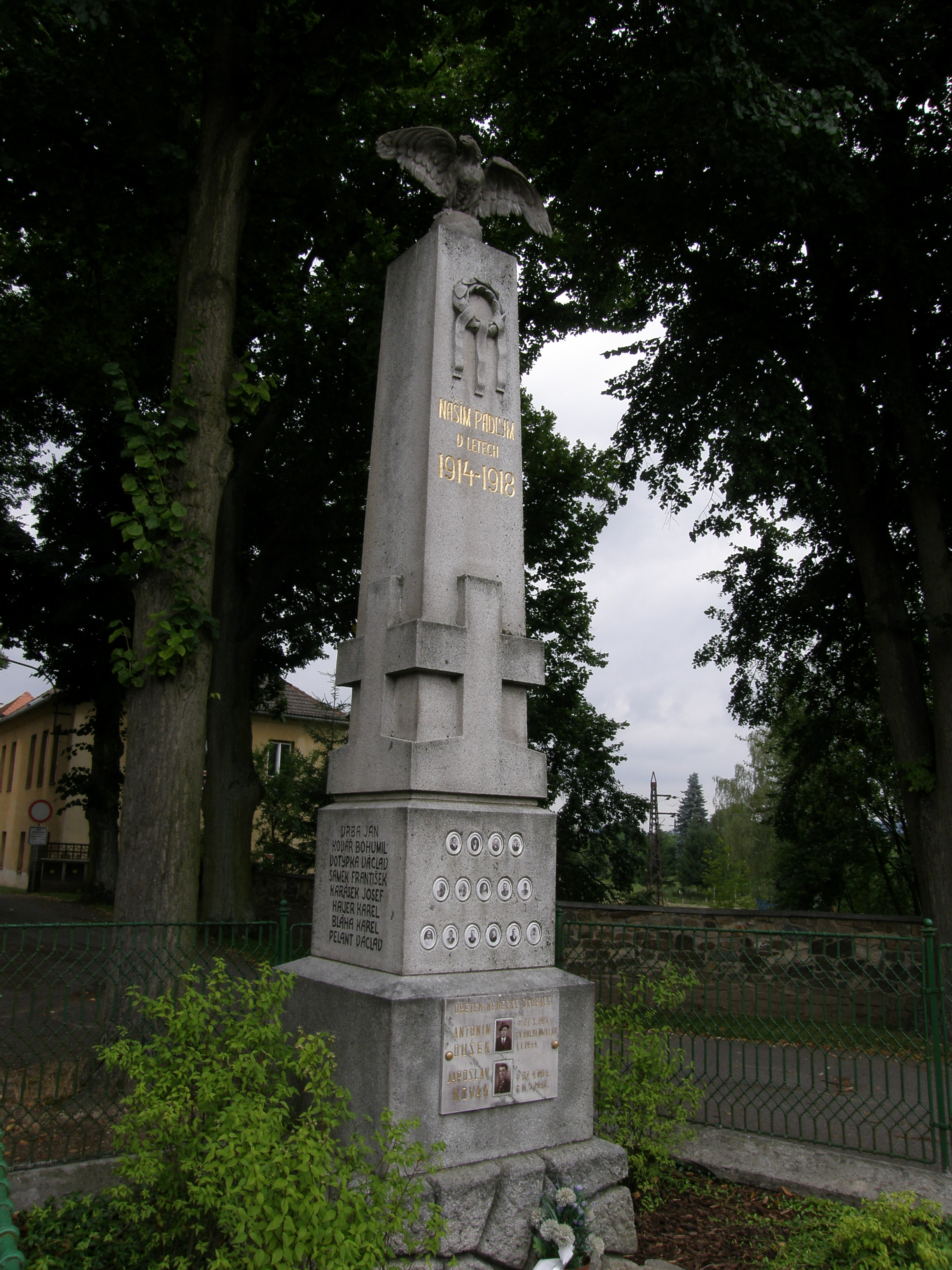
Pomník padlým
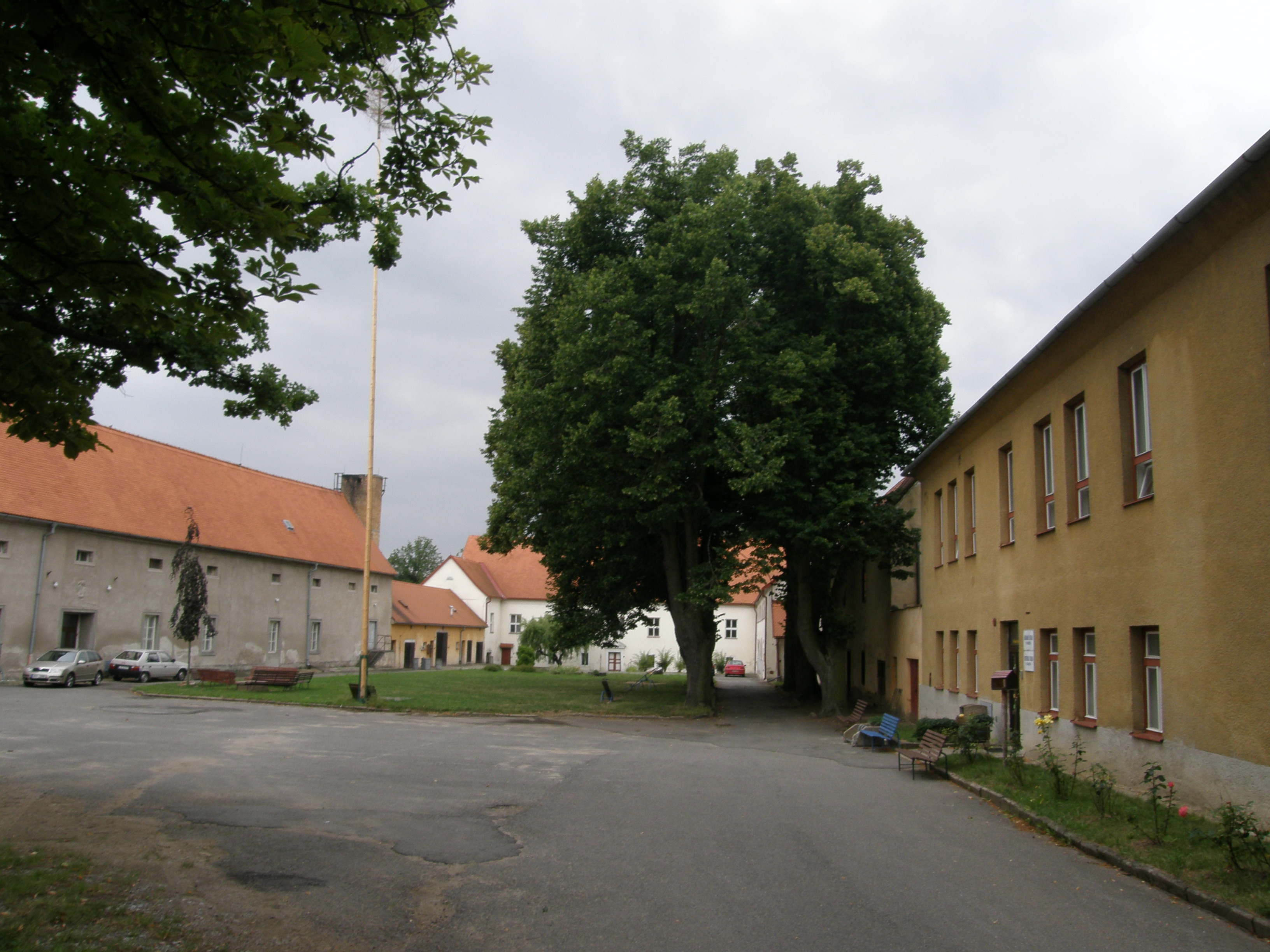
Náves
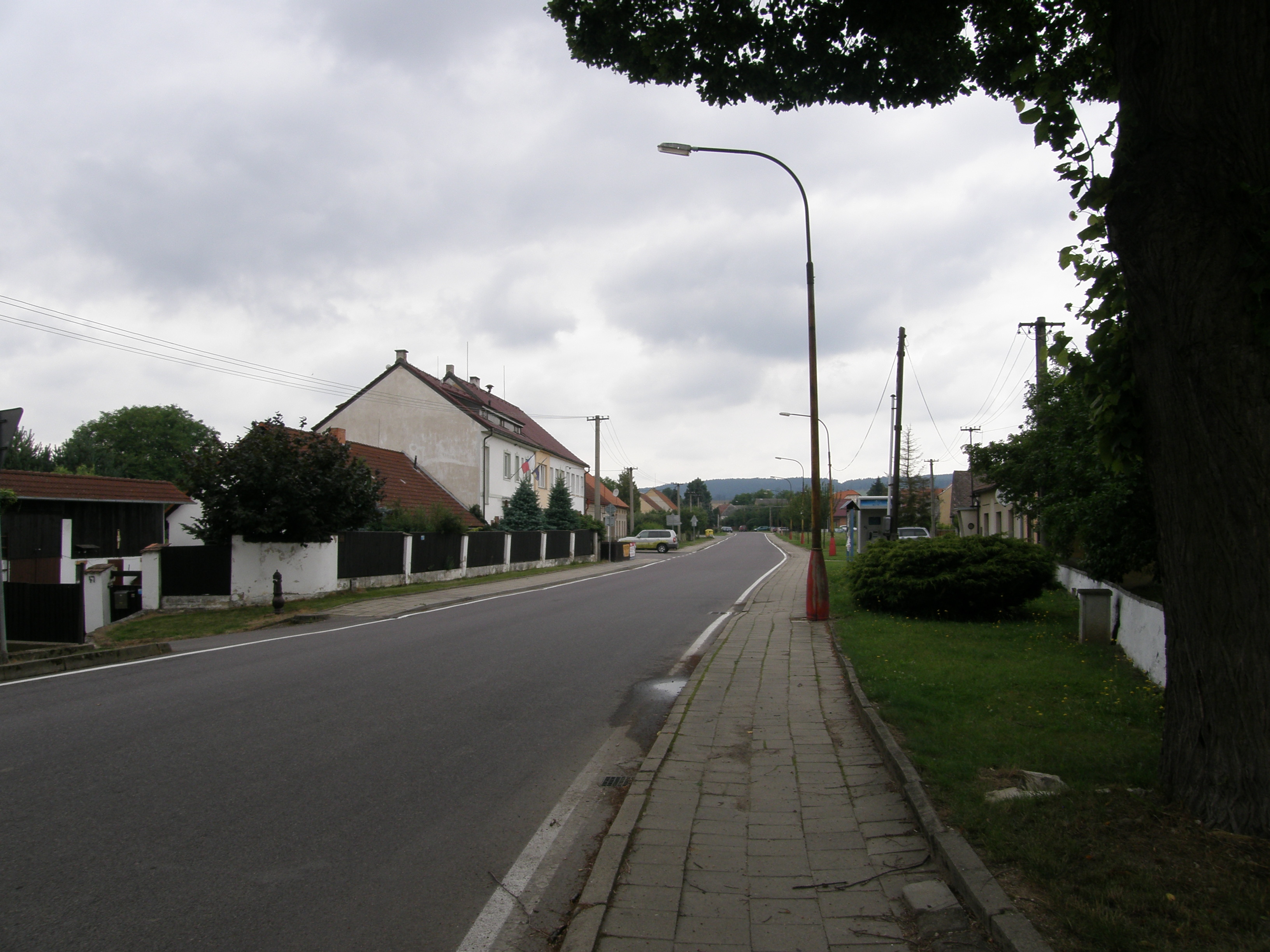
Silnice